# Kamhornad knäppare
Kamhornad knäppare (Ctenicera pectinicornis) är en skalbaggsart som först beskrevs av Carl von Linné 1758.  Kamhornad knäppare ingår i släktet Ctenicera, och familjen knäppare. Arten är reproducerande i Sverige.

## Bildgalleri

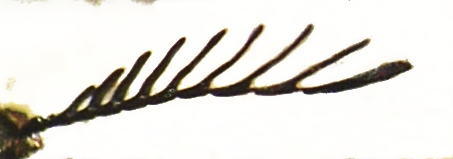
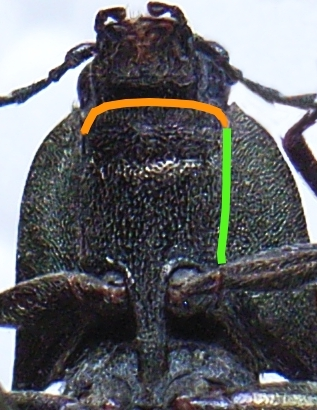
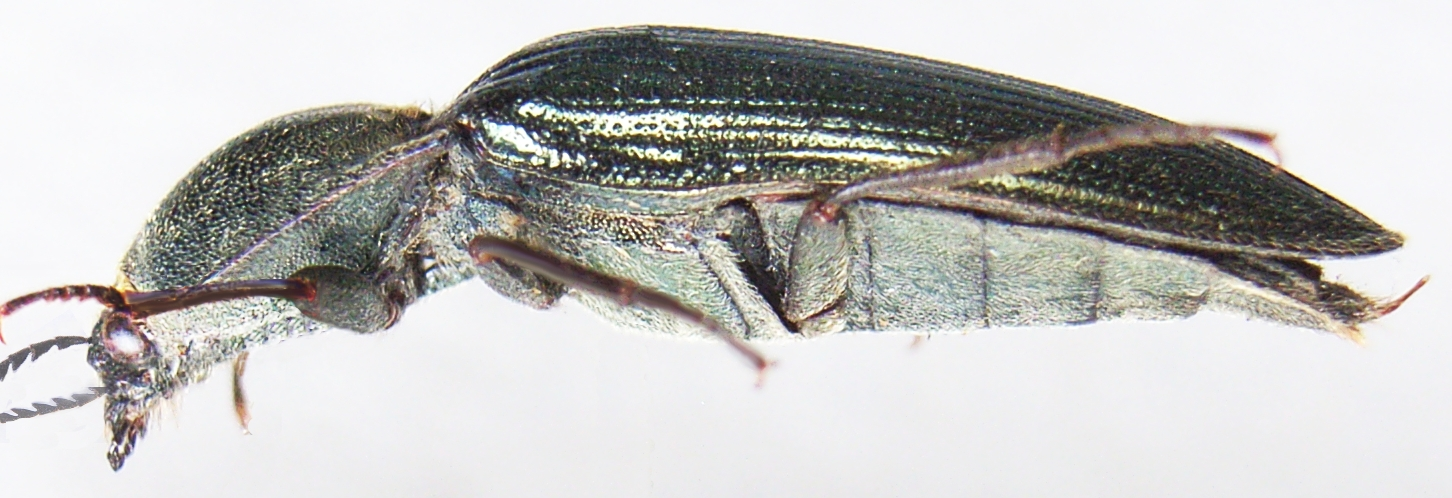
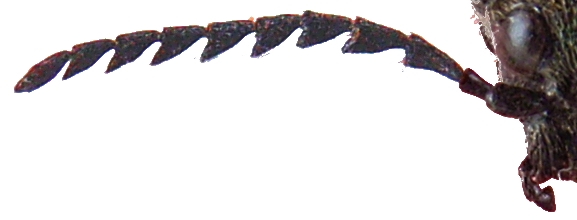
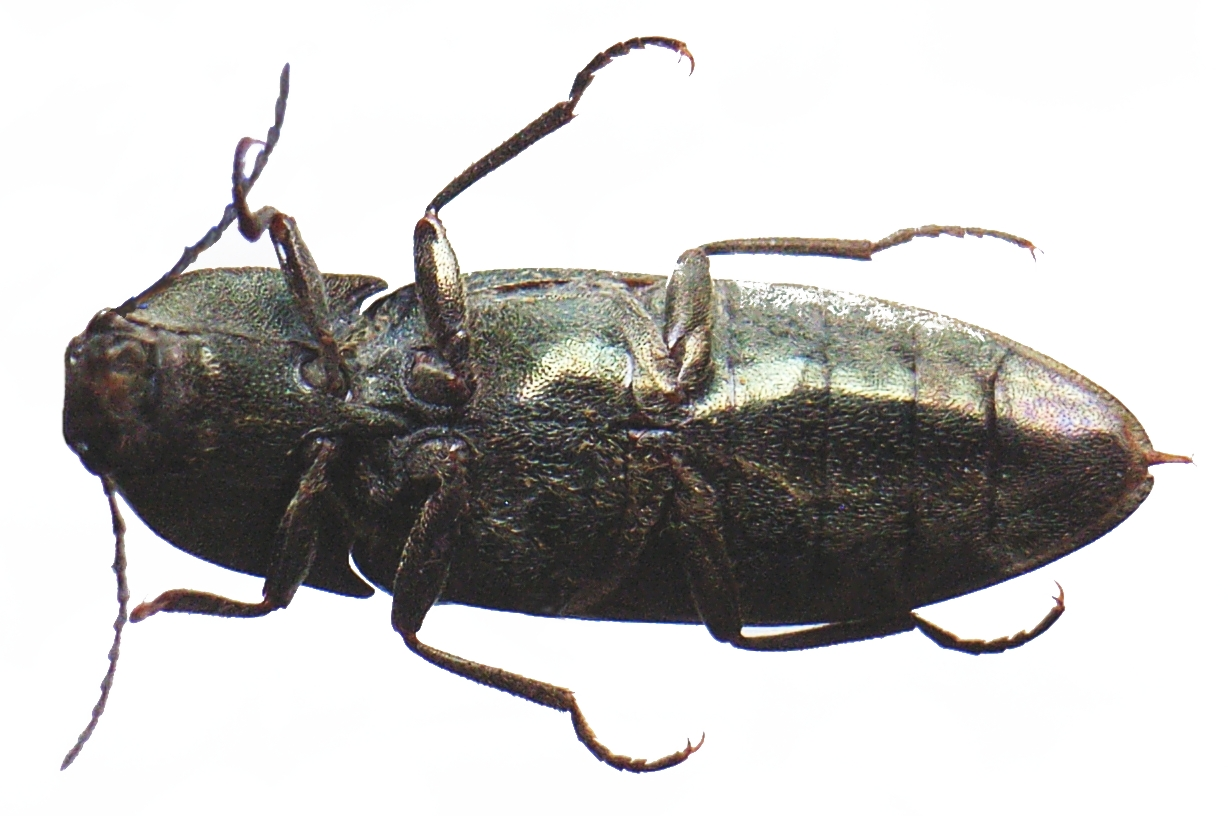